# United AC Ploiești
United AC Ploieşti foi uma equipe de futebol romeno. O time conquistou o Campeonato Romeno de 1911-12.